# آن ماری ایمافیدون
آن ماری ایمافیدون (انگلیسی: Anne-Marie Imafidon؛ زادهٔ ۱۹۹۰ (۳۴–۳۵ سال)) دانشمند در زمینه ریاضیات اهل بریتانیا است.
وی همچنین برندهٔ جوایزی همچون ۱۰۰ زن بی‌بی‌سی شده‌است.